# Souvigny-de-Touraine
Pour les articles homonymes, voir Souvigny (homonymie).
Souvigny-de-Touraine est une commune française du département d'Indre-et-Loire, en région Centre-Val de Loire.
Ses habitants sont appelés les Salvinaciens et Salvinaciennes, ou Souvignaciens et Souvignaciennes.

## Géographie
| Chargé              |                        | Mosnes                             |
| Saint-Règle Amboise | Souvigny-de-Touraine   | Vallières-les-Grandes Loir-et-Cher |
| Civray-de-Touraine  | Chenonceaux, Chisseaux | Chissay-en-Touraine Loir-et-Cher   |

### Situation et paysages
Souvigny-de-Touraine est situé au sud de la Loire, le village est à neuf kilomètres au sud-est d'Amboise. Sa superficie est de 2 617 hectares occupés à 75 % par la forêt.

### Hydrographie

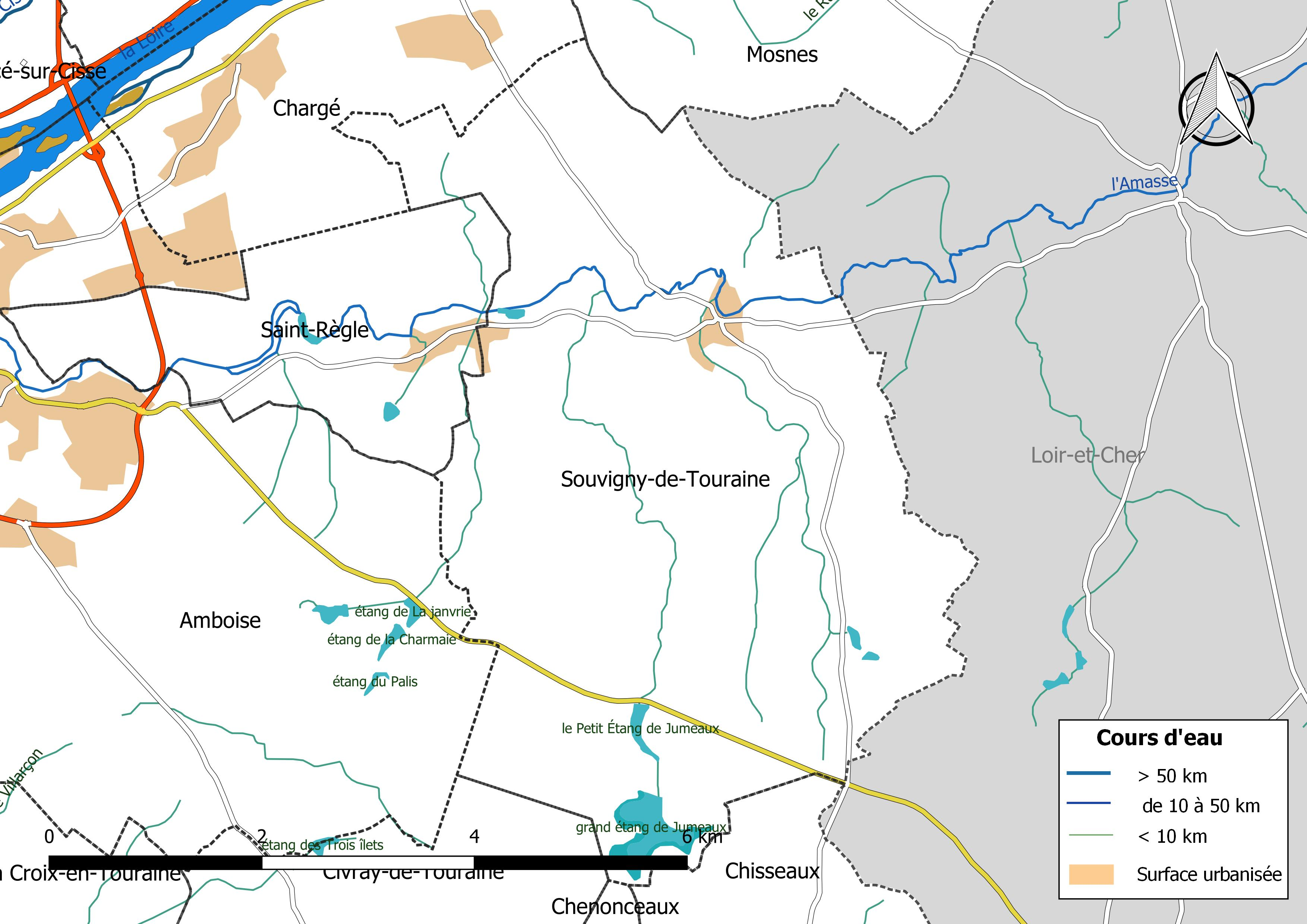
Réseau hydrographique de Souvigny-de-Touraine.

Le réseau hydrographique communal, d'une longueur totale de 21,72 km, comprend un cours d'eau notable, l'Amasse (4,614 km), et neuf petits cours d'eau pour certains temporaires,.
L'Amasse, d'une longueur totale de 29,2 km, prend sa source à Pontlevoy en Loir-et-Cher et se jette dans la Loire à Amboise, après avoir traversé 7 communes.
Sur le plan piscicole, l'Amasse est classée en deuxième catégorie piscicole. Le groupe biologique dominant est constitué essentiellement de poissons blancs (cyprinidés) et de carnassiers (brochet, sandre et perche).
Deux zones humides ont été répertoriées sur la commune par la direction départementale des territoires (DDT) et le conseil départemental d'Indre-et-Loire : « le Grand Étang de Jumeau » et « la vallée de la Masse »,.

### Climat
Pour des articles plus généraux, voir Climat du Centre-Val de Loire et Climat d'Indre-et-Loire.
En 2010, le climat de la commune est de type climat océanique dégradé des plaines du Centre et du Nord, selon une étude du CNRS s'appuyant sur une série de données couvrant la période 1971-2000. En 2020, Météo-France publie une typologie des climats de la France métropolitaine dans laquelle la commune est exposée à un climat océanique altéré et est dans la région climatique  Moyenne vallée de la Loire, caractérisée par une bonne insolation (1 850 h/an) et un été peu pluvieux. 
Pour la période 1971-2000, la température annuelle moyenne est de 11 °C, avec une amplitude thermique annuelle de 15,2 °C. Le cumul annuel moyen de précipitations est de 681 mm, avec 10,7 jours de précipitations en janvier et 7 jours en juillet. Pour la période 1991-2020, la température moyenne annuelle observée sur la station météorologique de Météo-France la plus proche, sur la commune de Limeray à 6 km à vol d'oiseau, est de 12,2 °C et le cumul annuel moyen de précipitations est de 670,2 mm,. Pour l'avenir, les paramètres climatiques de la commune estimés pour 2050 selon différents scénarios d'émission de gaz à effet de serre sont consultables sur un site dédié publié par Météo-France en novembre 2022.

## Urbanisme

### Typologie
Au 1er janvier 2024, Souvigny-de-Touraine est catégorisée commune rurale à habitat dispersé, selon la nouvelle grille communale de densité à sept niveaux définie par l'Insee en 2022.
Elle est située hors unité urbaine et hors attraction des villes,.

### Occupation des sols
L'occupation des sols de la commune, telle qu'elle ressort de la base de données européenne d’occupation biophysique des sols Corine Land Cover (CLC), est marquée par l'importance des forêts et milieux semi-naturels (67,4 % en 2018), une proportion identique à celle de 1990 (67,4 %). La répartition détaillée en 2018 est la suivante : 
forêts (67,4 %), terres arables (25,5 %), zones agricoles hétérogènes (2,4 %), prairies (2,1 %), zones urbanisées (1,2 %), eaux continentales (1 %), cultures permanentes (0,5 %). L'évolution de l’occupation des sols de la commune et de ses infrastructures peut être observée sur les différentes représentations cartographiques du territoire : la carte de Cassini (XVIIIe siècle), la carte d'état-major (1820-1866) et les cartes ou photos aériennes de l'IGN pour la période actuelle (1950 à aujourd'hui).

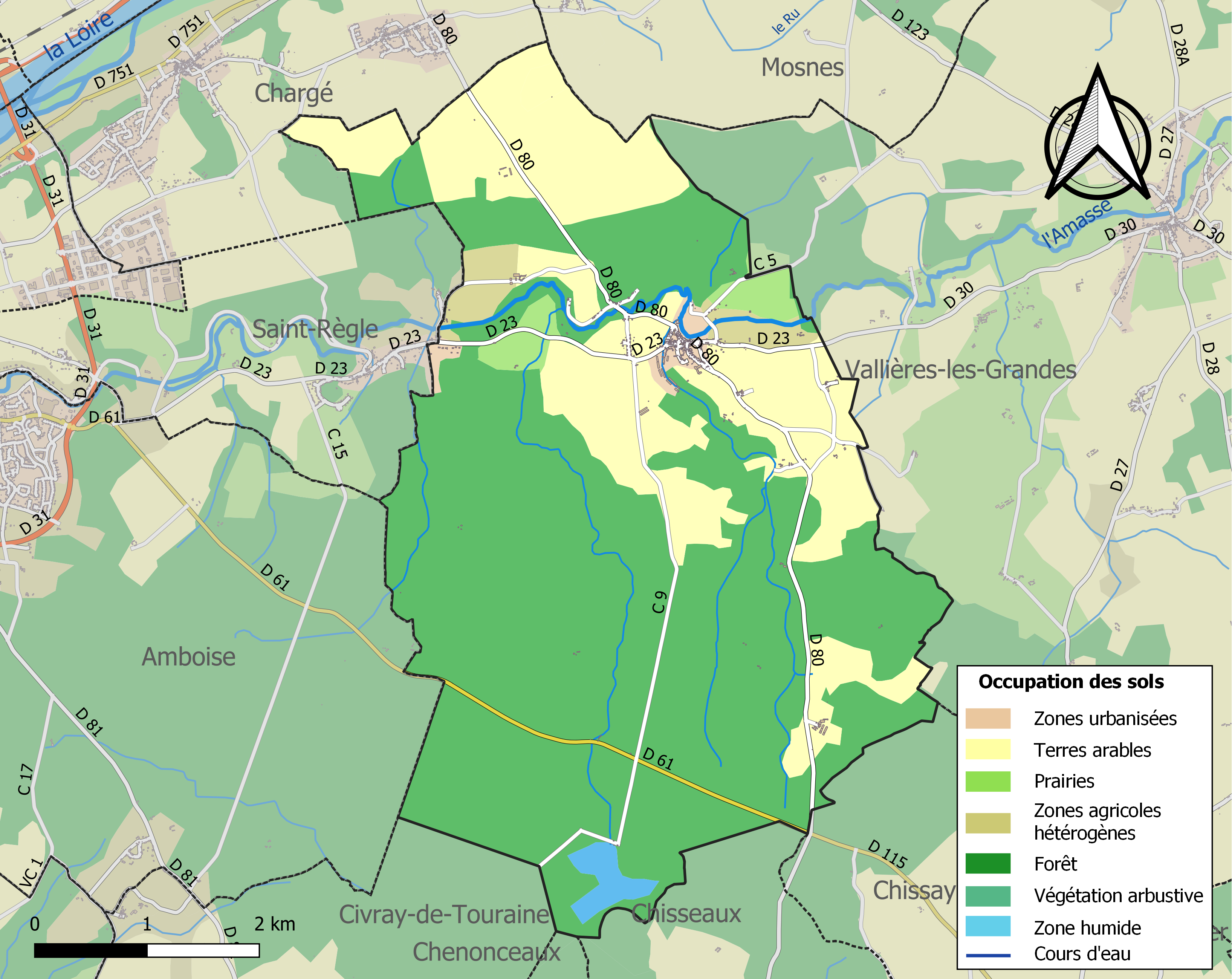
Carte des infrastructures et de l'occupation des sols de la commune en 2018 (CLC).

### Risques majeurs
Le territoire de la commune de Souvigny-de-Touraine est vulnérable à différents aléas naturels : météorologiques (tempête, orage, neige, grand froid, canicule ou sécheresse) et séisme (sismicité très faible). Un site publié par le BRGM permet d'évaluer simplement et rapidement les risques d'un bien localisé soit par son adresse soit par le numéro de sa parcelle.

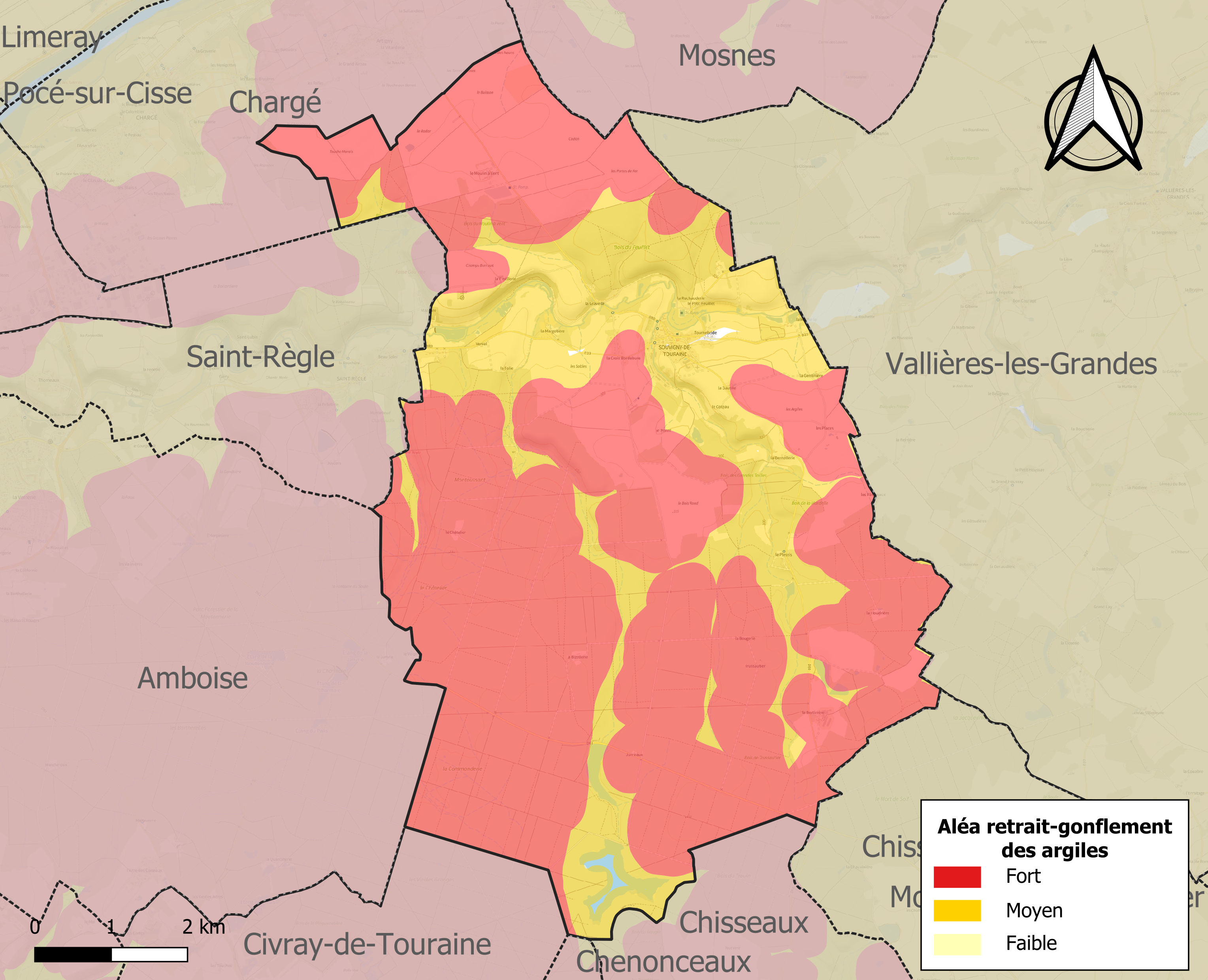
Carte des zones d'aléa retrait-gonflement des sols argileux de Souvigny-de-Touraine.

Le retrait-gonflement des sols argileux est susceptible d'engendrer des dommages importants aux bâtiments en cas d’alternance de périodes de sécheresse et de pluie. 99,8 % de la superficie communale est en aléa moyen ou fort (90,2 % au niveau départemental et 48,5 % au niveau national). Sur les 200 bâtiments dénombrés sur la commune en 2019, 196 sont en aléa moyen ou fort, soit 98 %, à comparer aux 91 % au niveau départemental et 54 % au niveau national. Une cartographie de l'exposition du territoire national au retrait gonflement des sols argileux est disponible sur le site du BRGM,.
Concernant les mouvements de terrains, la commune a été reconnue en état de catastrophe naturelle au titre des dommages causés par des mouvements de terrain en 1999.

## Histoire
Le peuplement du site est très ancien : les outils de pierre taillée retrouvés au lieu-dit les Sables et le grattoir de Montoussan attestent de
la présence de l'homme dès le paléolithique.
À proximité du site gaulois majeur d'Amboise (Ambacia), Souvigny connaît une importante occupation gauloise. L’Église fut construite sur un lieu de culte gaulois, dont la source sacrée jaillit encore aujourd'hui dans le lavoir de la commune.
Lors de l'établissement des limites de la commune, les habitants de Souvigny ont souhaité que celle-ci dispose d'un accès direct à la Loire. Ainsi, le hameau situé à son nord entre la Loire et le bourg, Artigny, fut assigné à Souvigny. Dans les faits, Artigny se situant plus proche de Chargé, ses habitants se rendaient plus rarement à Souvigny et se sentaient déconnectés du bourg. Une problématique majeure était l'instruction des enfants d'Artigny, que les parents préféraient envoyer à l'école de Chargé, plus proche. Dans l'objectif de conserver Artigny, Souvigny décide construire en 1877 une école dans le village. Les défenseurs du rattachement à Chargé votent contre. L'école est achevée en 1880. Malgré ces efforts, Artigny est finalement rattachée le 11 mai 1921 à la commune de Chargé par décret du conseil d'État. Cette information n'est parvenue aux habitants que trois mois plus tard.

## Politique et administration
| Période                                  | Période        | Identité            | Étiquette | Qualité                |
| ---------------------------------------- | -------------- | ------------------- | --------- | ---------------------- |
| avant 1981                               | ?              | Gaston Lecomte      |           |                        |
| mars 2001                                | mars 2008      | Louis Guingnier     |           |                        |
| mars 2008                                | juin 2020      | Laurent Borel       | DVG       | Ingénieur              |
| 29 juin 2020                             | 2 octobre 2020 | Délégation spéciale |           |                        |
| 2 octobre 2020                           | En cours       | Frédéric Sarouille  |           | Responsable commercial |
| Les données manquantes sont à compléter. |                |                     |           |                        |

Souvigny de Touraine a disposé d'un Conseil Municipal des Jeunes (CMJ) jusqu'à la fin du mandat de Laurent Borel.

## Population et société

### Démographie
L'évolution du nombre d'habitants est connue à travers les recensements de la population effectués dans la commune depuis 1793. Pour les communes de moins de 10 000 habitants, une enquête de recensement portant sur toute la population est réalisée tous les cinq ans, les populations de référence des années intermédiaires étant quant à elles estimées par interpolation ou extrapolation. Pour la commune, le premier recensement exhaustif entrant dans le cadre du nouveau dispositif a été réalisé en 2005.

En 2022, la commune comptait 391 habitants, en évolution de +0,51 % par rapport à 2016 (Indre-et-Loire : +1,67 %, France hors Mayotte : +2,11 %).
| 1793 | 1800 | 1806 | 1821 | 1831 | 1836 | 1841 | 1846 | 1851 |
| ---- | ---- | ---- | ---- | ---- | ---- | ---- | ---- | ---- |
| 576  | 550  | 581  | 614  | 569  | 620  | 612  | 676  | 692  |

| 1856 | 1861 | 1866 | 1872 | 1876 | 1881 | 1886 | 1891 | 1896 |
| ---- | ---- | ---- | ---- | ---- | ---- | ---- | ---- | ---- |
| 686  | 698  | 721  | 701  | 696  | 774  | 715  | 682  | 704  |

| 1901 | 1906 | 1911 | 1921 | 1926 | 1931 | 1936 | 1946 | 1954 |
| ---- | ---- | ---- | ---- | ---- | ---- | ---- | ---- | ---- |
| 633  | 654  | 596  | 544  | 393  | 352  | 321  | 342  | 317  |

| 1962 | 1968 | 1975 | 1982 | 1990 | 1999 | 2005 | 2006 | 2010 |
| ---- | ---- | ---- | ---- | ---- | ---- | ---- | ---- | ---- |
| 247  | 274  | 260  | 275  | 310  | 366  | 374  | 367  | 372  |

| 2015 | 2020 | 2022 | - | - | - | - | - | - |
| ---- | ---- | ---- | - | - | - | - | - | - |
| 386  | 394  | 391  | - | - | - | - | - | - |

### Enseignement
Souvigny-de-Touraine se situe dans l'Académie d'Orléans-Tours (Zone B) et dans la circonscription d'Amboise.
L'école élémentaire les 2 aires accueille les élèves de la commune. Cet établissement couple une maison d'accueil pour personnes âgées avec une école, et favorise ainsi les interactions intergénérationnelles. C'est le premier à voir le jour en France. Ce projet a été récompensé, le maire a reçu un prix au congrès national des maires.

## Lieux et monuments
Le manoir fortifié du Feuillet
Ce manoir a été construit au XVIe et au XVIIe siècle, il conserve des vestiges de sa vocation défensive (douves sèches et herse). Il aurait servi de rendez-vous de chasse au roi Louis XI. Il appartint au XVIIe siècle à la famille bourbonnaise de La Motte/de La Mothe-Villebret, qui avait aussi à Souvigny le fief d'A(s)premont,, et le Gué-Péan dans le Loir-et-Cher. Au XVIIIe siècle, le duc de Choiseul était propriétaire du Feuillet. Aujourd'hui, c'est une demeure privée.
L'église Saint-Saturnin
Édifiée au XIIe siècle, maintes fois modifiée et restaurée, elle abrite quatre statues du céramiste tourangeau Charles-Jean Avisseau datant du XIXe siècle.
La chapelle de Montoussant
Ce lieu aurait servi de repaire à des faussaires pour la fabrication de pièces d'or. Un mythe raconte qu'un tunnel la relierait à une maison du bourg.